# Isomorfismo de grafos
En teoría de grafos, un isomorfismo de grafos es una biyección de los vértices de un grafo sobre otro, de modo que se preserva la adyacencia de los vértices. Más formalmente, el isomorfismo entre dos grafos G y H es una biyección f entre los conjuntos de sus vértices {\displaystyle f:V(G)\rightarrow V(H)} que preserva la relación de adyacencia. Es decir, cualquier par de vértices u y v de G son adyacentes si y solo si lo son sus imágenes, f(u) y f(v), en H.
A pesar de su diferente aspecto, los dos grafos que se muestran a continuación son isomorfos:
| Grafo G | Grafo H | Un isomorfismo entre G y H |
| ------- | ------- | --- |
|         |         | {\displaystyle f(a)=1} {\displaystyle f(b)=6} {\displaystyle f(c)=8} {\displaystyle f(d)=3} {\displaystyle f(g)=5} {\displaystyle f(h)=2} {\displaystyle f(i)=4} {\displaystyle f(j)=7} |

Dos grafos con matrices de adyacencia respectivas A y B serán isomorfos si y solo si existe una matriz permutación P tal que B = P A Pt.

## Problema del isomorfismo de grafos
La determinación de si dos grafos con el mismo número de vértices n y aristas m son isomorfos o no, se conoce como el problema del isomorfismo de grafos. Este problema admite un ataque por fuerza bruta que exigiría comprobar si las n! biyecciones posibles preservan la adyacencia, pero no se conoce un algoritmo eficiente, al menos para el caso general. En este contexto, eficiencia debe interpretarse como crecimiento del número de pasos inferior a O(en).
El problema del isomorfismo de grafos presenta una curiosidad en teoría de complejidad computacional al ser uno de los pocos problemas citados por Garey y Johnson en 1979 pertenecientes a NP de los que se desconoce si es resoluble en tiempo polinómico o si es NP-completo (actualmente está en revisión la demostración de que el problema está en P).

## Aplicaciones
En análisis de redes sociales, los estudios de díadas y tríadas en redes sociales se basan en isomorfismos de subgrafos muy pequeños.